# 石田裕太郎
石田 裕太郎（いしだ ゆうたろう、2002年1月22日 - ）は、神奈川県横浜市磯子区出身のプロ野球選手（投手）。右投右打。横浜DeNAベイスターズ所属。

## 経歴

### プロ入り前
横浜市立屏風浦小学校3年時に森ファイターズに入団、内野手として野球を始める。横浜市立森中学校進学後は投手に転向し3年から神奈川横須賀ボーイズに所属した。
静清高等学校入学後は1年夏から登板機会を得て、2年秋以降はチームのエースを務める。3年春の地区初戦では藤枝明誠高等学校に対しタイブレークで敗戦するも、延長13回を自責点0で完投した。3年夏の静岡大会では1回戦、2回戦に先発登板した。
中央大学経済学部公共環境経済学科に進学後、1年次の秋季リーグ東洋大学戦で二番手としてリーグ戦初登板。2年次春季リーグ駒澤大学戦で先発し6回2安打無失点で先発初勝利を挙げると、秋季リーグ亜細亜大学戦では初完封勝利を99球で挙げ、マダックスを達成するなど好投を見せ、防御率1.11で最優秀防御率のタイトルを獲得した。また、同年の大学野球日本代表候補選手として選出され、強化合宿に参加した。4年次春に投球フォームをオーバースローからスリークォーターに変更し、球速が上がり、シンカーも習得した。秋にプロ志望届を提出、その翌日の亜細亜大学戦で7回1/3を7安打無失点に抑え11か月ぶりの勝利投手となると、東洋大学戦では4安打完封勝利を挙げ、チームの一部残留決定に貢献した。大学の3学年上に牧秀悟、五十幡亮汰、2学年上に古賀悠斗、1学年上に森下翔太、北村恵吾、同期に西舘勇陽がいる。
2023年10月26日に開催されたドラフト会議で横浜DeNAベイスターズから5位指名を受け、11月10日に契約金3850万円、年俸780万円（金額はいずれも推定）で仮契約した。背番号は54。担当スカウトは篠原貴行。

### DeNA時代
2024年は、春季キャンプからB班（二軍）スタートとなる。イースタン・リーグで先発投手として8試合に登板し防御率2.03の成績を残すと、6月9日のセ・パ交流戦 対福岡ソフトバンクホークス（横浜スタジアム）で一軍に昇格しプロ初登板・初先発を果たし、5回5安打1失点でプロ初勝利を挙げた。この試合では、中央大学時代の3学年先輩である牧秀悟が初回から満塁本塁打を放ち石田を援護し、2人揃ってお立ち台に上がった。更に2試合目の登板となった16日の埼玉西武ライオンズ戦でも、9回95球無失点で5-0で勝利し、プロ初完投初完封勝利を挙げた。新人のマダックス達成は歴代16人目、ドラフト5位以下の新人としては史上初の記録となった。翌日に登録抹消となり、二軍戦登板を挟んで、7月2日の東京ヤクルトスワローズ戦で3試合目の登板をする。5回2失点で勝利投手となり、球団では2018年の京山将弥以来2人目となる一軍デビュー戦からの3戦3勝を達成した。8月16日の読売ジャイアンツ戦で大学同期の西舘勇陽とお互い先発投手として対戦予定であったが台風接近により試合が中止となった。スライド登板となった8月17日の巨人戦では3回9安打6失点でプロ初黒星を喫した。8月9日の巨人戦での4勝目以降の4登板はいずれも5回まで投げ切れずに勝ち星がなく、9月15日に登録を抹消された。チームは日本シリーズ進出を決めたが、石田は出場選手40人枠には入らなかった。NPB AWARDSでは選考による表彰であるイースタン・リーグの優秀選手賞に選出された。

## 選手としての特徴
最速149km/hのストレートを中心に、スライダーやシンカーなど多彩な変化球を用いる。低めへ制球し三振を奪える投球術を持つ。

## 人物
父は野球、母はソフトボールの経験者。小中学生時代は毎朝5時から近所の公園で父とキャッチボールをし、胸の位置以外は捕球してくれないという厳しい指導を受けた。その父は、石田のプロ初登板初勝利の試合には入院で来られなかったものの、初完投初完封を成し遂げた翌週の父の日の試合では現地観戦が叶っている。
「ベイスターズファンじゃないと野球をやらせない」と言う程の熱烈なファンである父の影響もあって、幼少期からのベイスターズファンで、小学校時代からベイスターズ入団を将来の目標に掲げていた。
目標の選手は山﨑康晃。

## 詳細情報

### 年度別投手成績
| 年 度     | 球 団     | 登 板 | 先 発 | 完 投 | 完 封 | 無 四 球 | 勝 利 | 敗 戦 | セ 丨 ブ | ホ 丨 ル ド | 勝 率 | 打 者 | 投 球 回 | 被 安 打 | 被 本 塁 打 | 与 四 球 | 敬 遠 | 与 死 球 | 奪 三 振 | 暴 投 | ボ 丨 ク | 失 点 | 自 責 点 | 防 御 率 | W H I P |
| --------- | --------- | ----- | ----- | ----- | ----- | -------- | ----- | ----- | -------- | ----------- | ----- | ----- | -------- | -------- | ----------- | -------- | ----- | -------- | -------- | ----- | -------- | ----- | -------- | -------- | ------- |
| 2024      | DeNA      | 12    | 12    | 1     | 1     | 1        | 4     | 3     | 0        | 0           | .571  | 260   | 59.0     | 76       | 4           | 12       | 1     | 0        | 39       | 1     | 0        | 27    | 26       | 3.97     | 1.49    |
| 通算：1年 | 通算：1年 | 12    | 12    | 1     | 1     | 1        | 4     | 3     | 0        | 0           | .571  | 260   | 59.0     | 76       | 4           | 12       | 1     | 0        | 39       | 1     | 0        | 27    | 26       | 3.97     | 1.49    |

- 2024年度シーズン終了時

### 年度別守備成績
| 年 度 | 球 団 | 投手  | 投手  | 投手  | 投手  | 投手  | 投手     |
| 年 度 | 球 団 | 試 合 | 刺 殺 | 補 殺 | 失 策 | 併 殺 | 守 備 率 |
| ----- | ----- | ----- | ----- | ----- | ----- | ----- | -------- |
| 2024  | DeNA  | 12    | 3     | 7     | 0     | 0     | 1.000    |
| 通算  | 通算  | 12    | 3     | 7     | 0     | 0     | 1.000    |

- 2024年度シーズン終了時

### 記録

#### 初記録
投手記録
- 初登板・初先発登板・初勝利・初先発勝利：2024年6月9日、対福岡ソフトバンクホークス3回戦（横浜スタジアム）、5回1失点[23]
- 初奪三振：同上、1回表に周東佑京から見逃し三振
- 初完投・初完投勝利・初完封：2024年6月16日、対埼玉西武ライオンズ3回戦（ベルーナドーム）、9回無失点※マダックスも達成[26]
- 初ホールド：2025年3月30日、対中日ドラゴンズ3回戦（横浜スタジアム）、6回表に2番手で救援登板、2回1/3を1失点

打撃記録
- 初打席：2024年6月9日、対福岡ソフトバンクホークス3回戦（横浜スタジアム）、1回裏に和田毅から一ゴロ
- 初安打：2025年5月31日、対東京ヤクルトスワローズ9回戦（横浜スタジアム）、5回裏に吉村貢司郎から右前安打[38]

### 背番号
- 54（2024年 - ）

### 登場曲
- 「THEME FROM LUPIN III 2021」Yuji Ohno ＆ Lupintic Six.（2024年 - ）（マウンド）
- 「おひとりさま天国」乃木坂46（2024年 - ）（打席）